# Keven Mealamu

a Compétitions nationales et continentales officielles uniquement.

b Matchs officiels uniquement.
Dernière mise à jour le 31 octobre 2015.
Keven Mealamu, né le 20 mars 1979 à Tokoroa, dans la province de Waikato en Nouvelle-Zélande, est un joueur de rugby à XV néo-zélandais qui joue avec les All Blacks et avec les Blues dans le Super Rugby. Il évolue au poste de talonneur.
Cet avant participe à quatre Coupes du monde de rugby à XV avec l'équipe de Nouvelle-Zélande en 2003, 2007, 2011 et 2015. Il remporte deux titres de champion du monde, en 2011 et 2015.

## Biographie
Frère de l'international samoan Luke Mealamu, Keven Mealamu évolue à ses débuts au poste de troisième ligne aile notamment lors de ses sélections en 1995 avec l'équipe de Nouvelle-Zélande des moins de 16 ans et l'équipe scolaire néo-zélandaise en 1996. Il ne devient talonneur qu'à partir de 1998. Néanmoins, sa vitesse et ses qualités de jeu balle en main issues de sa formation originelle de troisième ligne, vont lui permettre d'évoluer sur le terrain comme un « quatrième » troisième ligne.
Il fait ses débuts avec la province d'Auckland dans le championnat National des Provinces, national Provincial Championship ou NPC, en 1999 et est sélectionné avec la franchise des Blues pour disputer le Super 12 à partir de l'année 2000. En 2002, il évolue pour la saison de Super 12 sous les couleurs des Chiefs avant de retourner chez les Blues. Il remporte l'édition 2003 du Super 12 en battant les Crusaders en finale 21 à 17.
Keven Mealamu connaît sa première cape internationale avec les All Blacks le 22 novembre 2002 contre l'équipe du pays de Galles lors de la tournée au Royaume-Uni. Il s'impose progressivement à son poste et fait partie de l'équipe de Nouvelle-Zélande qui remporte le Tri nations lors de l'édition 2003. Retenu pour la Coupe du monde 2003, il dispute cinq matches lors du tournoi et est titulaire lors de la défaite en demi-finale contre l'Australie, 10 à 22, mais aussi lors de la victoire 40 à 13 sur la France pour le gain de la troisième place du tournoi. Cadre de l'équipe de Nouvelle-Zélande depuis 2003, il remporte cinq autres Tri-nations avec les All Blacks en 2005, 2006, 2007, 2008 et 2010 et est même nommé trois fois capitaine, lors des absences de Richie McCaw, habituel capitaine des All Blacks. En 2005, il fait l'objet d'une controverse en étant accusé avec son coéquipier Tana Umaga d'avoir délibérément blessé le joueur Irlandais Brian O'Driscoll, sur une phase de ruck lors d'un match contre la sélection des Lions britanniques et irlandais lors de la tournée de ces derniers. Néanmoins, il n'y aura pas de sanction à ce geste.
En 2007, il dispute sa deuxième Coupe du monde mais, concurrencé par l'ancien capitaine des All Blacks, Anton Oliver, il ne joue que trois matchs de poules et n'est pas sur le terrain lors de la défaite de ses coéquipiers contre la France en quart de finale 18 à 20. En 2010, il est de nouveau au centre d'une controverse et accusé d'avoir donné un coup de tête à l'Anglais Lewis Moody lors d'un test-match contre l'Angleterre. Il est suspendu quatre semaines mais cette peine sera réduite à deux semaines.
En 2011, il participe à la conquête du titre mondial lors de la Coupe du monde, la troisième édition qu'il dispute. Il joue lors de six matchs du tournoi. Lors du second match contre le Japon, il est nommé capitaine et marque un essai.
En 2015, il annonce, retenu ou non dans la sélection néo-zélandaise, qu'il mettra un terme à sa carrière après la coupe du monde 2015 qui a lieu en octobre. Il est finalement retenu par Steve Hansen parmi les 31 joueurs.

## Statistiques

### En franchise et province
- Capes avec la Province de Auckland : 64
- Points avec la Province de Auckland: 70 (14 essais)
- Capes en Super Rugby : 135
- Points en Super Rugby : 50 (10 essais)

### En équipe nationale
Au 31 octobre 2015, Keven Mealamu compte 132 sélections depuis sa première sélection avec les All Blacks le 23 novembre 2002, inscrivant 60 points, soit 12 essais. Avec les Kiwis, il dispute quatre Coupe du monde en 2003, 2007, 2011 et 2015. Il participe à neuf éditions du Tri-nations en 2003, 2004, 2005, 2006, 2007, 2008, 2009, 2010, 2011 et à quatre éditions du The Rugby Championship en 2012, 2013, 2014 et 2015. 

## Palmarès

### En franchise
- Vainqueur du Super 12 en 2003 avec les Blues.

### En sélection
Keven Mealamu remporte deux titres de champion du monde, en 2011 et 2015, et termine troisième de l'édition de 2003. Il remporte le Tri nations en 2003, 2005, 2006, 2007, 2008 et 2010, et The Rugby Championship en 2012, 2013 et 2014.